# Мерхи, Риад
Рияд Мери (фр. Ryad Merhy; род. 28 ноября 1992, Кот-д’Ивуар) — бельгийский боксёр-профессионал, ивуарийского происхождения, выступающий в первой тяжелой (до 90,72 кг), в бриджервейте (до 101,6 кг), и в тяжёлой (свыше 90,72 кг) весовых категориях. Среди профессионалов действующий чемпион WBC Silver в бриджервейте (до 101,6 кг). Бывший регулярный чемпион мир по версии WBA (2021—2022), временный чемпион мир по версии WBA (2019—2021), и чемпион по версиям WBA International (2018—2019), WBA Inter-Continental (2016—2018), WBC International Silver (2015—2017) в 1-м тяжёлом весе.
Лучшая позиция по рейтингу BoxRec — 9-я (октябрь 2019), и является 1-м среди бельгийских боксёров тяжёлой весовой категории, а по рейтингам основных международных боксёрских организаций занимал: 1-ю строку рейтинга WBC, 3-ю строчку рейтинга WBA,14-ю строчку WBO  — входя в ТОП-40 лучших боксёров первого тяжёлого веса всего мира.

## Профессиональная карьера
Риад Мерхи дебютировал на профессиональном ринге 29 июня 2013 года победив нокаутом хорватского боксера Хрводжу Бозиновика. 19 декабря 2015 года, после 17 профессиональных боев, которые завершились победой вышел на титульный бой против канадца Сильвера Лоуиса, выиграв в том бою вакантный титул серебряного интернационального чемпиона в первом тяжелом весе по версии WBC. 21 мая 2016 года провел свой следующий поединок против венесуэльского спортсмена Виллиямса Окандо, на кону стоял вакантный титул интерконтинентального чемпиона в первом тяжелом весе по версии WBA. Поединок продлился 6 раундов и завершился победой Мерхи техническим нокаутом.

### Бой за титул WBA Regular
После этого боя Риад Мерхи провел пять победных для себя поединков, в трёх из которых защитил титул интерконтинентального чемпиона по версии WBA, и вышел на бой за титул регулярного чемпиона WBA (Regular) в первом тяжелом весе против непобежденного французского боксера Арсена Гуламиряна. Поединок продлился 11 раундов и завершился победой французского боксера техническим нокаутом. Поражение от Гуламиряна стало первым в профессиональной карьере Мерхи. А сам Гуламирян стал обязательным претендентом на титул «объединённого» чемпиона по версии WBA Super и IBF Мурат Гассиев.
15 декабря 2018 года нокаутировал в 4-м раунде американца Сэмюэля Кларксона и завоевал вакантный титул WBA International.

### Бой за временный титул WBA
19 октября 2019 года в Шарлеруа (Бельгия), занимая №1 место в рейтинге встретится с №4, 36-летним венгром, бронзовым призёром чемпионата Европы, участником чемпионата мира и олимпийских игр Имре Сцелло (24-0, 16 КО) в бою за временный титул WBA. Поединок проходил в невысоком темпе. В концовке 6 раунда Мерхи отправил соперника на настил. В 7 раунде Сцелло вновь оказался на полу от правого прямого. Венгр смог подняться, Но после ещё одного падения вновь оказался на настиле. Рефери остановил бой.
28 января 2021 года бывший регулярный чемпион мира по версии WBA в 1-м тяжёлом весе Бейбут Шуменов был лишён титула, так как более тридцати месяцев не защищал свой титул, и Ассоциация объявила что регулярным чемпионом мира стал бывший «временный» чемпион Риад Мерхи, который в своём следующем бою должен будет провести защиту титула против кубинского боксёра Юниэля Дортикоса.
17 июля 2021 года в Брюсселе (Бельгия) досрочно техническим нокаутом в 8-м раунде победил претендента из Китая Чжаосиня Чжана (10-1-1), и защитил титул регулярного чемпиона мира по версиям WBA (1-я защита Мерхи) в 1-м тяжёлом весе.

### Переход в супертяжелый вес
В августе 2022 года он оставил вакантным свой пояс регулярный чемпион мир по версии WBA в 1-м тяжёлом весе и объявил о переходе в супертяжёлый вес. А 22 октября 2022 года в Шарлеруа (Бельгия) провёл свой первый бой в супертяжёлом весе, досрочно техническим нокаутом в 3-м раунде победив опытного сербского боксёра Душана Крстина (8-12).

### Элиминаторный бой с Кевином Лереной
13 мая 2023 года в Кемптон-Парке (ЮАР) единогласным решением судей (счёт: 113—115, 112—116, 110—118) проиграл опытному боксёру из ЮАР Кевину Лерене (28-2), в бою за статус претендента на титул чемпиона мира по версии WBC в весе бриджервейт (до 101,6 кг).

### Бой с Тони Йокой
9 декабря 2023 года вышел на ринг в Париже против 31-летнего олимпийского чемпиона из Франции Тони Йоки (11-2) который готовился к этому бою в Лондоне под руководством нового тренера. Уступая в габаритах и весе, но имея более агрессивный стиль работал на ближней и средней дистанции. Рияд как нельзя лучше использовал эту стратегию ведения боя и был предпочтительней в глазах судей. Несмотря на то, что Йока был физически лучше готов чем в боях с Баколе и Такамом, ему не удалось справиться с Мерхи. Итог боя раздельное решение: 94—96, 96—94 - дважды в пользу Мерхи.

### Бой с Джаредом Андерсоном
13 апреля 2024 года в Корпус-Кристи, (штат Техас) встретился с 24-летним топ-проспектом Джаредом Андерсоном. Бой прошел в скучной и однообразной манере где Мери выбрал тактику глухой защиты против так же не слишком изобретательного Джареда. В бою не было острых моментов, а болельщики начиная со второго раунда начали недовольно гудеть в сторону боксеров. По итогам 10 раундов судьи дали победу работавшему первым номером Андерсону.
5 октября в Шарлеруа (Бельгия) провел восстановительный бой с косоварцем Халимом Хаджихаем. Бой завершился в первом раунде ввиду отказа Хаджихая RTD 1

### Переход в бриджервейт
После перехода в бриджервейт (до 101.6 кг) занимая №3 место в рейтинге WBC получил возможность участвовать в отборочном бою. Изначально соперником должен был стать Эндрю Табити занимающий №2 место, но он был заменен на Андрея Пешича который последний бой проиграл Сергею Радченко.

### Бой с Андреем Пешичем
14 июня 2025 года в Лувен-ля-Нёв (Бельгия) вышел на ринг в отборочном поединке по линии WBC в новом для себя весе. 25-летний высоченный Пешич два раза побывал в нокдауне в 4-м раунде, а на 5-й не вышел - отказался от боя. Мерхи стал обязательным претендентом и должен сразится с возрастным временным чемпионом WBC Кшиштофом Влодарчиком который месяцем ранее победил Адама Бальски в титульном бою. 

## Статистика профессиональных боёв
В таблице перечислены результаты всех поединков боксёров.
В каждой строке указан результат поединка. Дополнительно номер поединка обозначен цветом, который обозначает итог поединка. Расшифровка обозначений и цветов представлена в нижеследующей таблице.
| Пример | Расшифровка                     |
| ------ | ------------------------------- |
|        | Победа                          |
|        | Ничья                           |
|        | Поражение                       |
|        | Планируемый поединок            |
|        | Поединок признан несостоявшимся |
| КО     | Нокаут                          |
| ТКО    | Технический нокаут              |
| PTS    | Решение судей (по очкам)        |
| UD     | Единогласное решение судей      |
| MD     | Решение большинства судей       |
| SD     | Раздельное решение судей        |
| RTD    | Отказ от продолжения боя        |
| DQ     | Дисквалификация                 |
| NC     | Поединок признан несостоявшимся |

| 37 поединков, 35 победы (28 нокаутом), 3 поражения.        | 37 поединков, 35 победы (28 нокаутом), 3 поражения. | 37 поединков, 35 победы (28 нокаутом), 3 поражения. | 37 поединков, 35 победы (28 нокаутом), 3 поражения. | 37 поединков, 35 победы (28 нокаутом), 3 поражения.     | 37 поединков, 35 победы (28 нокаутом), 3 поражения. | 37 поединков, 35 победы (28 нокаутом), 3 поражения.                                                                                                |
| Бой                                                        | Рекорд                                              | Дата                                                | Соперник                                            | Место боя                                               | Результат                                           | Данные о бое |
| ---------------------------------------------------------- | --------------------------------------------------- | --------------------------------------------------- | --------------------------------------------------- | ------------------------------------------------------- | --------------------------------------------------- | --- |
| 35                                                         | 32-3                                                | 13 апреля 2024                                      | Джаред Андерсон (16-0)                              | American Bank Center, Корпус-Кристи, Техас, США         | UD 10                                               | Бой за титул WBO International (4-я защита Андерсона) и WBC United States (3-я защита Андерсона) в тяжёлом весе. Счёт судей: 90-100, 90-100, 91-99 |
| 34                                                         | 32-2                                                | 9 декабря 2023                                      | Тони Йока (11-2)                                    | Emperors Palace, Кемптон-Парк, ЮАР                      | SD 10                                               | Счёт судей: 96-94, 94-96, 96-94. |
| 33                                                         | 31-2                                                | 13 мая 2023                                         | Кевин Лерена (28-2)                                 | Emperors Palace, Кемптон-Парк, ЮАР                      | UD 12                                               | Счёт: 113-115, 112-116, 110-118. Бой за статус претендента на титул чемпиона мира по версии WBC в бриджервейте (до 101,6 кг).                      |
| 32                                                         | 31-1                                                | 22 октября 2022                                     | Душан Крстин (8-12)                                 | Spiroudome Arena, Шарлеруа, Эно, Бельгия                | TKO 3 (8)                                           | |
| Перешёл в тяжёлый вес — свыше 90,72 кг (свыше 200 фунтов). |                                                     |                                                     |                                                     |                                                         |                                                     | |
| 31                                                         | 30-1                                                | 17 июля 2021                                        | Чжаосинь Чжан (10-1-1)                              | Стадион короля Бодуэна, Брюссель, Бельгия               | TKO 8 (12), 1:55                                    | Защитил титул регулярного чемпиона мира по версиям WBA (1-я защита Мерхи) в 1-м тяжёлом весе.                                                      |
| 30                                                         | 29-1                                                | 19 октября 2019                                     | Имре Селлё (24-0)                                   | Spiroudome Arena, Шарлеруа, Эно, Бельгия                | KO 7 (12), 2:10                                     | Завоевал временный титул чемпиона мира по версии WBA в 1-м тяжёлом весе.                                                                           |
| 29                                                         | 28-1                                                | 4 мая 2019                                          | Сезар Давид Кренс (23-11)                           | Spiroudome Arena, Шарлеруа, Эно, Бельгия                | KO 3 (10), 0:22                                     | |
| 28                                                         | 27-1                                                | 15 декабря 2018                                     | Сэмюэл Кларксон (21-4)                              | Spiroudome Arena, Шарлеруа, Эно, Бельгия                | KO 4 (12), 2:38                                     | Завоевал вакантный титул чемпиона по версии WBA International в 1-м тяжёлом весе.                                                                  |
| 27                                                         | 26-1                                                | 20 октября 2018                                     | Деметриус Бэнкс (10-5)                              | Country Hall Liège, Льеж, провинция Льеж, Бельгия       | UD 8                                                | Счёт судей: 79-74, 80-73 (дважды). |
| 26                                                         | 25-1                                                | 29 июня 2018                                        | Сосо Абуладзе (12-10-1)                             | Belleheide Center, Роосдал, Восточная Фландрия, Бельгия | KO 6 (8)                                            | |
| 25                                                         | 24-1                                                | 24 марта 2018                                       | Арсен Гуламирян (22-0)                              | Palais des Sports, Марсель, Франция                     | TKO 11 (12), 0:51                                   | Бой за титул WBA Regular в 1-м тяжелом весе. |
| 24                                                         | 24-0                                                | 16 декабря 2017                                     | Ник Киснер (19-3-1)                                 | Spiroudome Arena, Шарлеруа, Эно, Бельгия                | KO 4 (12), 2:30                                     | Защитил титул чемпиона по версии WBA Inter-Continental (3-я защита Мерхи) в 1-м тяжелом весе.                                                      |
| Бои в первом тяжёлом весе — до 90,72 кг (до 200 фунтов).   |                                                     |                                                     |                                                     |                                                         |                                                     | |
| Бой                                                        | Рекорд                                              | Дата                                                | Соперник                                            | Место боя                                               | Результат                                           | Данные о бое |